# Luciana Carro
Luciana Carro (Toronto, 23 maart 1981) is een Canadese actrice.

## Filmografie
Uitgezonderd eenmalige gastrollen.
- Dead Trigger (2017) als onbekende rol
- Six Gun Savior (2016) als Josie Parks
- Helix (2014-2015) als Anana
- Stray (2015) als Abby
- Falling Skies (2012-2013) als Crazy Lee
- Hatfields & McCoys (2013) als Treena McCoy
- The Icarus II Project (2011) als Carmen Maldonado
- Deck the Halls (2011) als Rosita Alvarado
- Traveling at the Speed of Life (2011) als Jody
- Urgency (2010) als Sofia
- Caprica (2010) als Priyah Magnus
- Phantom Racer (2009) als Deputy Monroe
- Snowglobe (2007) als Gina Moreno
- Blades of Glory (2007) als Sam
- Battlestar Galactica (2004-2006) als Louanne "Kat" Katraine
- Everwood (2006) als Stephanie Meyer
- Dr. Dolittle 3 (2006) als Brooklyn Webster
- Smallville (2003-2005) als Karen en Talon Waitress
- Two for the Money (2005) als Gail
- Murder at the Presidio (2005) als Diana Phillips
- The L Word (2004-2005) als Lisa
- White Chicks (2004) als opdienster
- The Chris Isaak Show (2002-2004) als Tanya
- Passageway (2004) als Gianna
- Still Life (2004) als Rosa
- I Want to Marry Ryan Banks (2004) als surfster
- Mob Princess (2003) als wielrenster
- Da Vinci's Inquest (2003) als Carmen
- Point Blank (2002) als Maria